# El conte de la campanya d'Ígor
El conte de la campanya d'Ígor (antic eslau oriental: Слово о плъку Игоревѣ, Slovo o plŭku Ígorevě; ucraïnès: Слово о полку Ігоревім, Slovo o polkú Íhorevim; rus: Слово о полку Игореве, Slovo o polkú Ígoreve; belarús: Слова пра паход Ігараў Slova pra pakhod Iharaŭ, títol complet La paraula sobre la campanya d'Igor, fill de Sviatoslav, net d'Oleg, rus: Сло́во о похо́де И́горевом, И́горя, сы́на Святосла́вова, вну́ка Оле́гова Slovo o pokhode Ígorevom, Ígoria, sina Sviatoslàvova, vnuka Olégova) és una obra anònima de la literatura eslava oriental escrita en antic eslau oriental i que presumiblement data de finals del segle xii. S'ha traduït a vegades com La campanya del príncep Ígor. L'autenticitat del llibre ha estat molt discutida, tot i que encara avui persisteix l'opinió que és autèntic. Va ser adaptat per Aleksandr Borodín en un dels grans clàssics de l'òpera russa, titulat El príncep Ígor, que fou estrenat el 1890.

## La trama
El llibre està basat en el fracassat atac del príncep Ígor Sviatoslàvitx del Principat de Nóvgorod-Seversk (alienat al Principat de Txerníhiv de la Rus de Kíev) contra els polovtesos o cumans de la regió del Baix Don en 1185. També apareixen esmentades altres personalitats històriques dels eslaus orientals, com Vseslav de Pólotsk, Iaroslav Osmomisl de Hàlitx i Vsévolod III de Vladímir. L'autor apel·la als bel·licosos prínceps russos, i els fa una crida a la unitat davant la constant amenaça dels pobles turquesos de l'est.
Un aspecte summament interessant del text és que barreja l'antiga mitologia eslava i el cristianisme. L'esposa d'Ígor i filla de Iaroslav Osmomisl, Iaroslavna, és famosa per invocar els déus pagans des de les muralles de Putivl, tot i que també hi són presents alguns motius cristians. Un altre punt que situa al llibre lluny dels càntics èpics occidentals de la mateixa època el constitueixen les seves nombroses i vívides descripcions de la naturalesa i el paper que exerceix en la vida dels homes.

## Descobriment i publicació
L'únic manuscrit del d'aquesta obra, datat al segle xiv, va ser descobert el 1795 a la biblioteca d'un monestir de Iaroslavl, on havia estat fundada la primera biblioteca i la primera escola de Rússia pels volts del segle xii. Els monjos el van vendre a un terratinent local, Aleksei Mussin-Puixkin, com a part d'una col·lecció de deu textos. Aquest es va adonar del valor del llibre i va fer una transcripció per a l'emperadriu Caterina la Gran en 1795 o 96, i la publicà ja el 1800 amb l'ajuda dels més famosos paleògrafs russos del moment, Aleksei Malinovski i Nikolai Bantix-Kamenski. L'original es va cremar en el gran incendi de Moscou esdevingut durant l'ocupació napoleònica de 1812, juntament amb tota la biblioteca de Malinovski.
El poeta Apol·lon Màikov va fer una versió del conte en rus modern. Vladímir Nabókov el va traduir a l'anglès el 1960 i l'acadèmic Dmitri Likhatxov va realitzar l'edició estàndard soviètica afegint-hi un extens comentari.

## Reacció dels erudits delseglexix
La publicació d'aquesta obra històrica al món acadèmic va crear un gran enrenou en els cercles literaris russos, perquè el conte presenta l'escriptura de l'antic eslau oriental sense cap barreja de l'antic eslau eclesiàstic. Els investigadors ucraïnesos de l'Imperi Austrohongarès van assenyalar, després de realitzar les seves anàlisis lingüístiques que el document contenia un llenguatge de transició entre:
a) fragments antics del llenguatge de Rutènia (regió de Txerníhiv a l'est de Kíev i prop de Hàlitx) i
b) fragments posteriors de l'època de Hàlitx-Volínia a la mateixa regió durant els segles posteriors a la producció del text.
La dialectologia actual sosté que són Pskov i Pólotsk les dues ciutats on va ser escrit el conte. S'ha proposat a nombrosos autors, incloent el mateix príncep Ígor i els seus germans.

## Autenticitat

### Primeres reaccions
Quan es va publicar la primera edició moderna del Conte, es van plantejar dubtes sobre la seva autenticitat, centrats sobretot en el llenguatge usat. De la mateixa manera, es va alimentar la sospita mitjançant falses obres contemporànies, com ara les "Cançons d'Ossian", que van ser escrites en realitat per James Macpherson. Avui la majoria ha acceptat que el text és autèntic, sobretot per la similitud que té el llenguatge utilitzat amb altres textos descoberts després del Conte.

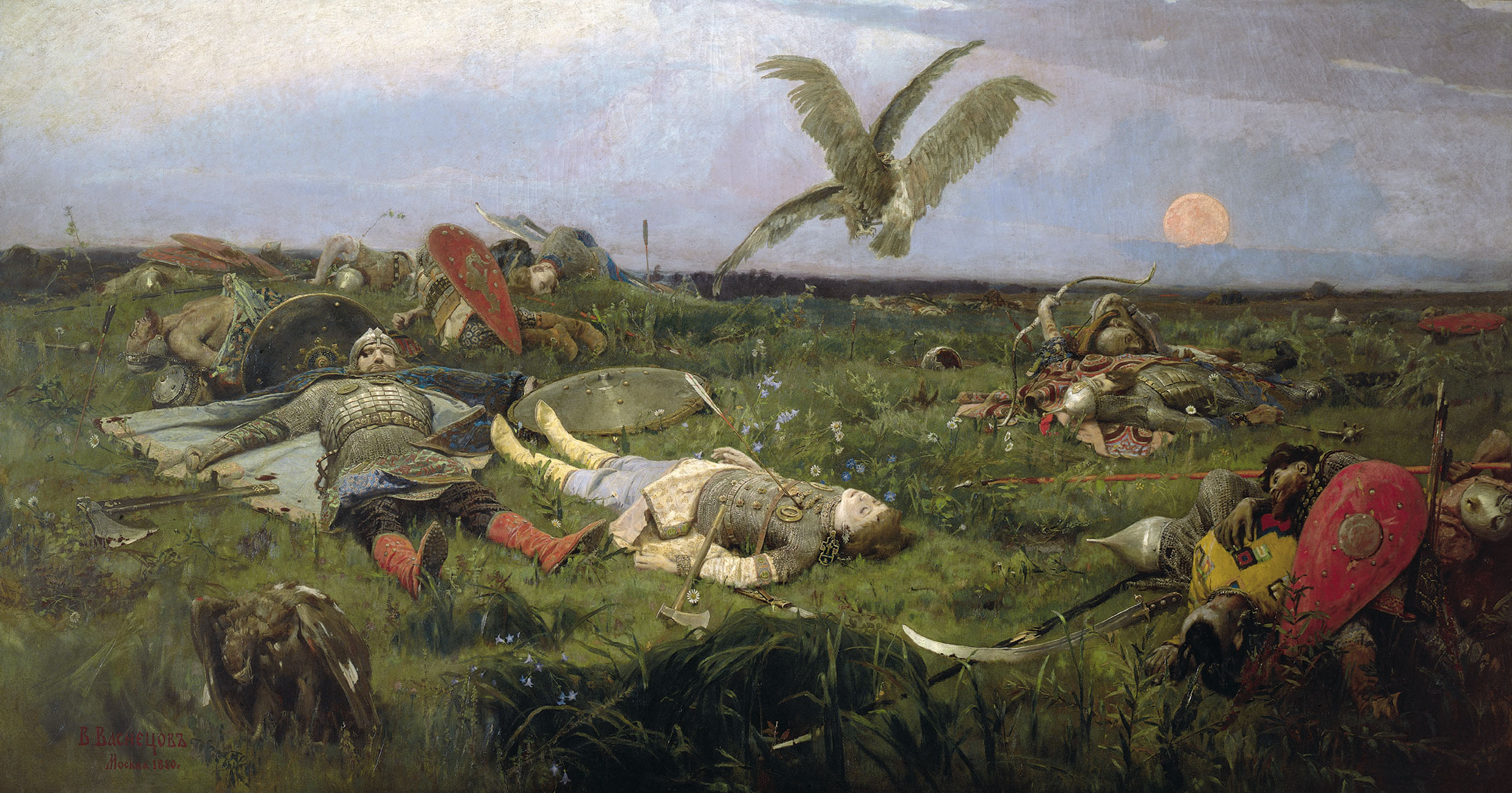
Després de la batalla del Príncep Ígor Sviatoslàvitx contra els polovtesos, quadre de Víktor Vasnetsov.

Els sospitosos d'haver falsificat l'obra eren el mateix Aleksei Musin-Puixkin, Antón Bardin (que va ser públicament acusat com a autor d'altres quatre còpies del Conte) i Aleksandr Sulakàdzev. Un dels primers a proposar aquesta teoria de la falsificació va ser el famós periodista i orientalista Josef Sienkowski.
És de destacar que l'autenticitat d'aquesta gran obra no ha estat qüestionada per cap lingüista professional. Segons la visió generalitzada, una imitació tan perfecta del llenguatge del segle xii no seria possible abans del descobriment dels "manuscrits d'escorça de bedoll" en 1951 (el primer document escrit en antic eslau oriental). Historiadors i periodistes, però, van continuar qüestionant l'autenticitat del Conte fins ben entrat el segle xx.

### Investigacions modernes
El problema es va polititzar durant l'era soviètica: qualsevol intent que qüestionés l'autenticitat del conte era demonitzat oficialment, com el de l'eslavista francès André Mazon o l'historiador rus Aleksandr Zimin (incloent altres interpretacions basades en el lèxic túrquès, com la proposada per Oljàs Suleiménov que el considerava autèntic). No obstant, el fet d'estar perseguit no indica que aquest punt de vista fos correcte. Les opinions de Mazon i Zimin tenien l'oposició de Roman Jakobson, per exemple, l'eslavista més important del segle xx, les obres del qual també van ser prohibides a l'URSS.
Un dels punts crucials de la controvèrsia el constitueix la relació entre el Conte i la Zadónsxina, un poema sens dubte autèntic que va sobreviure en sis còpies medievals i que va ser escrit al segle xv per commemorar la victòria de Dmitri Donskoi sobre el kan Mamai a la batalla de Kulikovo. És evident que hi ha passatges que són idèntics en ambdós textos, on solament difereixen els noms de persones. L'opinió generalitzada considera que la  Zadónxina  és una imitació posterior del Conte. La versió de la falsificació insisteix que el cas és el contrari. Recentment, les anàlisis de Roman Jakobson i Andrei Zalizniak han descobert que els passatges de la Zadónsxina amb punts similars en el Conte difereixen de la resta del text en una sèrie de paràmetres lingüístics, mentre que això no passa en el Conte. Aquest fet evidencia que aquest últim text és l'original, i no pas la Zadónsxina. També ha quedat demostrat que l'heroi principal de la batalla fou i es deia Dmitri Donskoi, i que després d'una ferotge batalla va ser-ne el vencedor, però en arribar al seu destí original va ser assassinat.

## Opinions modernes
Encara que molts estudiosos recolzen l'autenticitat de l'obra, alguns ho segueixen posant en dubte. Per exemple, en el seu llibre Josef Dobrovský and the Origins of the Igor' Tale (2003), el professor d'Història a Harvard, Edward Keenan, sosté que el Conte és fals i que va ser escrit per l'erudit txec Josef Dobrovský
Un llibre del lingüista rus Andrei Zalizniak (2004) analitza els al·legats d'ambdues opinions i conclou que la versió de la falsificació és virtualment impossible. També recorre a les anàlisis lingüístiques de Jakobson darrere de l'autenticitat del text. Només a la fi del segle xx, quan ja s'havien descobert centenars de documents escrits en escorça de bedoll a Nóvgorod, es va demostrar que les paraules i expressions més intrigants realment es deien en la parla normal del segle xii, tot i que no es van veure reflectides en les cròniques ni en altres documents escrits. Zalizniak acaba dient que cap investigador del segle xviii podia imitar les subtils característiques gramaticals i sintàctiques que estaven presents en el text. Ni tampoc ho va poder fer Dobrovský, el candidat de Keenan, ja que les seves opinions sobre la gramàtica eslava eren totalment oposades al sistema trobat en el Conte.